# بيلي بورنس
بيلي بورنس (بالإنجليزية: Billy Burns)‏ (1 يناير 1907 بدورهام، إنجلترا في المملكة المتحدة - ) هو لاعب كرة قدم بريطاني في مركز الهجوم. لعب مع ستوك سيتي وستوكبورت كونتي ونادي روذرهام يونايتد وكروك تاون ‏.